# Horné Pršany
Horné Pršany jsou obec na Slovensku v okrese Banská Bystrica. V obci žije 386 obyvatel. První písemná zmínka o obci pochází z roku 1407.